# Фонкуверт (Од)
Фонкуверт (фр. Fontcouverte) насеље је и општина у јужној Француској у региону Лангдок-Русијон, у департману Од која припада префектури Нарбон.
По подацима из 2011. године у општини је живело 520 становника, а густина насељености је износила 52,16 становника/km². Општина се простире на површини од 9,97 km². Налази се на средњој надморској висини од 65 метара (максималној 189 m, а минималној 62 m).

## Демографија
| 1962. | 1968. | 1975. | 1982. | 1990. | 1999. | 2011. |
| ----- | ----- | ----- | ----- | ----- | ----- | ----- |
| 388   | 397   | 336   | 328   | 333   | 424   | 520   |

График промене броја становника у току последњих година